# Margherita Guidacci
Margherita Guidacci (Firenze, 25 aprile 1921 – Roma, 19 giugno 1992) è stata una poetessa e traduttrice italiana.

## Biografia

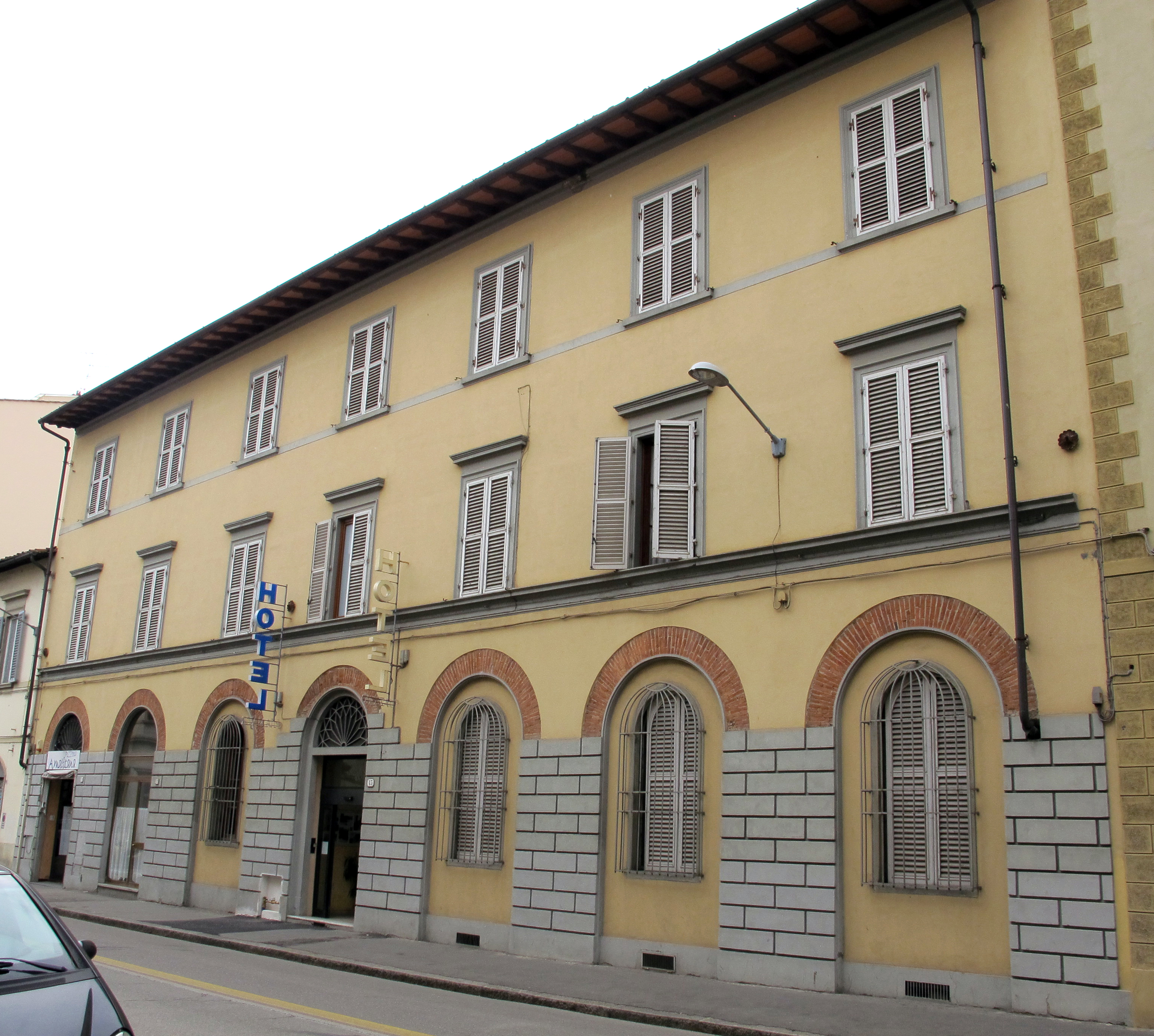
Casa in cui visse Margherita Guidacci, via della Mattonaia, Firenze

Figlia unica, rimase orfana di padre in tenera età. Cresciuta in campagna, in compagnia del poeta Nicola Lisi, suo cugino, risentì in qualche misura dei suoi motivi ispiratori profondamente religiosi, assorbendoli peraltro in una poetica del tutto originale. La sua fanciullezza fu turbata da eventi luttuosi in famiglia. La stessa Guidacci annotò che la propria infanzia e adolescenza fu «rattristata da malattie e morti di persone care». Va anche considerato che i decessi e l'isolamento «non poco incisero sulla sua formazione, favorendo la tendenza all'introspezione». Inoltre, il rapporto intenso con la natura fu uno dei pilastri della sua poetica.
Nel 1943 si laureò in Letteratura italiana all'Università di Firenze, con una tesi su Giuseppe Ungaretti, relatore Giuseppe De Robertis, specializzandosi poi in letteratura inglese ed americana, traducendo fra l'altro le opere di John Donne e le poesie di Emily Dickinson.
Tre anni dopo, fu pubblicata dall'editore Vallecchi La sabbia e l'angelo (1946). Questa raccolta di liriche segnò «il vero e proprio decollo della sua storia poetica» A quest'opera fu conferito, nel 1948, il premio letterario «Le Grazie» di Firenze, ex aequo con l'opera concorrente di Sandro Penna. Seguirono nel tempo altri importanti riconoscimenti, come i premi letterari «Lerici», «Carducci», «Scanno» ed altri, conferiti a varie raccolte della Guidacci, «della quale si è occupata gran parte della nostra critica di primo piano».
Nel 1945 fu nominata ordinaria di latino e greco nei licei statali, dove insegnò per alcuni anni. Negli anni Sessanta precipitò in una crisi psicofisica che la costrinse al ricovero in una clinica neurologica, dove conobbe da vicino la realtà drammatica e angosciosa di molti ricoverati. Questa dolorosa esperienza fu rappresentata nella raccolta Neurosuite (1970): una sorta di «radiografia dell'anima umana, colta tra dimensione cosciente e tensioni dell'inconscio».
Dal 1976 fu docente universitaria di Letteratura anglo-americana a Macerata e, dal 1981, alla Libera Università Maria Santissima Assunta di Roma. Nel decennio seguente, dopo la morte della madre e quella del marito, intensificò la produzione poetica con varie raccolte, da L'altare di Isenheim (1980) a Il buio e lo splendore (1989). Nel 1990 le venne attribuito il Premio Dessì per la poesia. In queste e nelle altre raccolte poetiche di questo periodo, «l'ispirazione fondamentalmente religiosa della Guidacci perde i primitivi caratteri di esperienza tutta interiore, per acquistare una dimensione umana e una capacità comunicativa più ampie».
Morì a Roma, dopo essere stata colpita, due anni prima, da un ictus cerebrale, che peraltro non le impedì di dare alle stampe la sua ultima opera Anelli del tempo.

## Vita privata
Nel 1949 sposò Luca Pinna da cui ebbe tre figli. Si trasferì con la famiglia a Roma nel 1958.

## Incompatibilità con l'Ermetismo
Soprattutto nel periodo dei suoi studi a Firenze, Margherita Guidacci non poteva non confrontarsi con l'esperienza dell'ermetismo poetico italiano, alla quale peraltro non si sentì mai di aderire. Anzi più volte la poetessa ebbe a ribadire la propria incompatibilità con quella misura poetica, reputandola fondata più su un «accostamento magico di suoni», che su un «accostamento drammatico di significati».
Non senza accenti polemici, ella rifiutò il mito orfico della «parola assoluta», osservando che ormai «la parola ha ricominciato ad essere considerata uno strumento di comunicazione e non d'incantesimo».

## Opere
- La sabbia e l'angelo, Firenze, Vallecchi, 1946.
- Morte del ricco: un oratorio, Firenze, Vallecchi, 1954.
- Giorno dei santi, Milano, Scheiwiller, 1957.
- Paglia e polvere, Padova, Rebellato, 1961.
- Poesie, Milano, Rizzoli 1965.
- Un cammino incerto, Luxembourg, Cahiers d'Origine, 1970.
- Neurosuite, Vicenza, Neri Pozza, 1970.
- Terra senza orologi, Milano, Edizioni Trentadue, 1973.
- Taccuino slavo, Vicenza, La Locusta, 1976.
- Il vuoto e le forme, Padova, Rebellato, 1977.
- L'altare di Isenheim, Milano, Rusconi, 1980.
- Brevi e lunghe, Città del Vaticano, Libreria editrice vaticana, 1980.
- L'orologio di Bologna, Firenze, Città di vita, 1981.
- Inno alla gioia, Firenze, Centro internazionale del libro, 1983.
- La via crucis dell'umanità, Firenze, Città di vita, 1984.
- Liber Fulguralis, Messina, La mea stregata, 1986.
- Poesie per poeti, Milano, Istituto di propaganda libraria, 1987.
- Una breve misura, Chieti, Vecchi faggio editore, 1988.
- Il buio e lo splendore, Milano, Garzanti, 1989.
- Anelli del tempo, Firenze, Città di vita, 1993.
- Le poesie, a cura di Maura Del Serra, Firenze 1999 (edizione quasi integrale di tutta la produzione poetica); seconda edizione rivista e ampliata, Firenze 2020.

Alle raccolte di poesie sopra elencate sono da aggiungere le numerose traduzioni di Margherita Guidacci. Tra gli autori prescelti: Emily Dickinson, Emmanuel Mounier, Georges Gissing, Ezra Pound, Jorge Guillen, Joseph Conrad, Mark Twain, Tao Huang Ming, Edith Louise Sitwell ed altri autori appartenenti ad aree diverse della cultura europea contemporanea.
I criteri di scelta delle loro opere da parte della traduttrice furono principalmente orientati verso le problematiche etico-sociali del nostro tempo.